# Huxtable Hornline
Huxtable Hornline, född 2 juni 1991 i Västervik i Kalmar län, är en svensk varmblodig travhäst som tävlade mellan 1995 och 1999. Han tränades inledningsvis av Lars-Ove Larsson och senare av Anders Lindqvist. Under tävlingskarriären sprang han in 14,5 miljoner kronor på 144 starter, varav 35 segrar, 28 andraplatser och 14 tredjeplatser.

## Karriär
Huxtable Hornline köptes som tvååring på Kriterieauktionen 1992, för endast 9 000 kronor. Han sattes sedan i träning hos amatörtränaren Lars-Ove Larsson vid Gävletravet.
Huxtable Hornline tävlingsdebuterade den 6 januari 1995 på Bergsåker travbana, och kördes i debutloppet av Åke Svanstedt. I debutloppet diskvalificerades han för galopp. Han tog sin första seger i sin fjärde start, på Gävletravet tillsammans med Jim Frick.
Inför säsongen 1996 skickades han över till Frankrike, och kördes då av Anders Lindqvist. Lindqvist tog senare över träningen helt i slutet på 1996. Under tiden hos Lindqvist kom de större segrarna för Huxtable Hornline. Han tog karriärens största segrar i Preis der Besten (1997, 1998), Oslo Grand Prix (1998), Elite-Rennen (1998), Grand Prix du Sud-Ouest (1998), Gran Premio Gaetano Turilli (1998). 1998 segrade han även i travloppsserien European Grand Circuit. Han har även kommit på andra plats i Prix de l'Union Européenne (1997)
Huxtable Hornline deltog i både 1997 och 1998 års upplaga av Elitloppet på Solvalla, med en finalplats (1998) som bästa resultat.